# 제45회 베네치아 국제 영화제
제45회 베네치아 국제 영화제는 1988년 8월 29일에 열린 시상식이다. 이탈리아 베니스에서 개최되었다.

## 수상 및 후보

### 황금사자상
- 영험한 애주가의 전설 - Ermanno Olmi 수상

### 은사자상-감독상
- 안개 속의 풍경 - 테오도로스 앙겔로플로스 수상

### 볼피컵 여우주연상
- 마담 소사츠카 - 셜리 맥클레인 수상
- 여자 이야기 - 이자벨 위페르 수상

### 볼피컵 남우주연상
- 제3의 기회 - 돈 아메체 수상
- 제3의 기회 - 조 맨테그나 수상

### 특별언급상
- 타버린 비밀 - 데이비드 에버츠 수상